# Bob Dylan’s Dream
Bob Dylan’s Dream – piosenka skomponowana przez Boba Dylana, nagrana przez niego w kwietniu 1963 r. i wydana na drugim albumie The Freewheelin’ Bob Dylan w maju 1963 r.

## Historia i charakter utworu
Ta piosenka o utraconej młodości, ale również o rozerwanych więzach społecznych, nie miała się w ogóle ukazać na tym albumie i nie istniała jeszcze jako gotowy materiał do umieszczenia na płycie. Dopiero gdy zarząd Columbii postanowił wyrzucić z gotowego już albumu ośmieszający skrajną prawicę utwór „Talkin’ John Birch Paranoid Blues”. Dylan sam postanowił wykorzystać szansę i wyrzucił jeszcze dodatkowo trzy dalsze piosenki. Aby uzupełnić ich brak, 24 kwietnia doszło do dodatkowej sesji nagraniowej, podczas której artysta nagrał pięć piosenek, z których aż cztery dopełniły płytę. Wśród nich była „Bob Dylan’s Dream”.
Chociaż nie jest to bardzo popularny utwór Dylana, wśród fanów i krytyki jest oceniany bardzo wysoko. Niektórzy uważają, że jest to siostrzana piosenka niezwykle popularnej „Girl from the North Country”.
Sam Dylan poinformował, że utwór powstał pod wpływem brytyjskiej folkowej ballady „Lord Franklin”, której Dylan nauczył się od Martina Carthy'ego. Dotyczy to zarówno warstwy słownej jak i muzycznej.
Bezpośrednią przyczyną powstania piosenki, którą Dylan już przez jakiś czas „nosił w umyśle”. była jego całonocna rozmowa z folklorystą Oscarem Brownem w Greenwich Village.
Piosenka ta skomponowana została pod koniec 1962 r., jednak Dylan zaczął ją wykonywać dopiero na początku 1963 r., jeszcze przed nagraniem jej na albumie.
- 8 lutego 1963 r. - Dylan występował w Gerde's Folk City. Została wtedy nagrana taśma nosząca nazwę The Banjo Tape. Nazwa pochodzi od muzyka akompaniującego Dylanowi, który grał na bandżo i nazywał się Happy Traum.
- 12 kwietnia 1963 r. - pierwszy wielki koncert Dylana; niektóre piosenki miały się ukazać na planowanym albumie koncertowym. Po tym zarzuconym projekcie pozostała tylko okładka.
- 24 kwietnia 1963 r. - ostatnia sesja do albumu w studiu Columbii; jedna - z co najmniej dwóch - wersji piosenki została umieszczona na albumie.
- 24 kwietnia lub 2 maja 1963 - ta piosenka wraz z innymi zostaje nagrana podczas koncertu w chicagowskim klubie „The Bear”.
- 26 kwietnia 1963 r. - Dylan nagrywa tę piosenkę w studiu radia WFMT w Chicago.
- W kwietniu 1963 r. Dylan rejestruje piosenkę u swojego wydawcy Witmark Music.

## Wersje Dylana
Po wydaniu albumu 27 maja, Dylan wykonał „Bob Dylan’s Dream” zaledwie jeden raz
- 26 lipca 1963 – Newport Folk Festival.

Potem właściwie na prawie 30 lat utwór ten zniknął z programu do Dylana. Główną zapewne przyczyną była tematyka piosenki; wykonywanie utworu poświęconego straconej młodości przez dwudziestokilkuletniego artystę nie mogło brzmieć wiarygodnie. Dlatego Dylan zarzuca wykonywanie tej kompozycji i powraca do niej dopiero w 1991 r., kiedy jego wiek wręcz predestynuje go do wykonywania tej kompozycji.

## Inne wykonania
- The Silkie - You've Got to Hide Your Love Away (1965)
- Peter, Paul & Mary – Album 1700 (1967)
- Judy Collins – Judy Sings Dylan... Just Like a Woman (1993)
- Phil Carmen - Bob Dylan’s Dream (1996)
- Michel Montecrossa and the Chosen Few - Eternal Circle (1999)
- Eric Taylor na albumie różnych wykonawców A Tribute to Bob Dylan, Volume 3: The Times They Are a-Changin' (2000)